# 尨圉
尨圉（?—?），是上古时期夏朝人，后羿的大臣。
夏朝太康失位，东夷有穷氏的领袖后羿取得政权，后羿先后立中康、相父子为夏王，重用尨圉、武罗、伯姻、熊髡四贤臣辅佐。朝政治理较好，为民称颂，后羿得到夏朝人民支持。后来后羿废黜夏王相，自称为君，日益沉湎酒色游猎，重用寒浞，尨圉四人终被免职。